# Iren Nigg
Iren Nigg (* 1955, Schaan) je lichtenštejnská spisovatelka píšící německy. V roce 2011 se stala laureátkou Ceny Evropské unie za literaturu za román Man wortet sich die Orte selbst.

## Život a dílo

### České překlady z němčiny
- Místa, jež mají jména jen v nás (orig. 'Man wortet sich die Orte selbst'). 1. vyd. Staré město pod Landštejnem: Dauphin, 2015. 188 S. Překlad: Petr Slunéčko